# The Last Slimeto
The Last Slimeto é o quarto álbum de estúdio do rapper americano YoungBoy Never Broke Again, lançado em 5 de agosto de 2022, pelas gravadoras Never Broke Again e Atlantic Records. O álbum marca o lançamento final de YoungBoy sob seu contrato com a Atlantic Records. O disco conta com a participação de artistas convidados como Kehlani, Rod Wave e Quavo, além da produção de nomes como Bobby Raps, DJ Suede the Remix God, JetsonMade, OG Parker, Southside e Jason "Cheese" Goldberg, que também foi responsável pela mixagem e masterização de todo o projeto. O álbum é o sucessor de Colors (2022), a décima sexta mixtape solo de Gaulden.
The Last Slimeto recebeu críticas "geralmente favoráveis" dos críticos de música, que aplaudiram o conteúdo do álbum focado em "amor, luxúria e violência", embora alguns tenham criticado a duração do disco. Ele estreou em segundo lugar na parada Billboard 200 dos EUA, onde conquistou 108.400 unidades equivalentes a álbum, das quais 4.600 foram vendas puras. Quatorze das trinta faixas do álbum estrearam na Billboard Hot 100. O álbum foi impulsionado por quatro singles oficiais: "Mr. Grim Reaper", "I Hate YoungBoy", "Don't Rate Me" (com a participação de Quavo) e "Vette Motors".

## Antecedentes e Gravação
Em 5 de julho de 2022, a gravadora Never Broke Again anunciou que a totalidade do álbum foi gravada enquanto Gaulden estava em prisão domiciliar, por Jason "Cheese" Goldberg e Khris "XO" James. Durante uma entrevista, Goldberg detalhou seu processo de gravação com Gaulden em sua casa em Utah:
No momento, estou gravando YoungBoy em sua casa em Utah, e devido às restrições da prisão domiciliar, só podemos trabalhar 14 horas por dia, das 7h às 21h. No passado, trabalhávamos 24 horas por dia. Eu voava para onde ele estivesse, montava o estúdio lá e então trabalhávamos por duas semanas seguidas. Eu durmo no estúdio, porque quero estar pronto para começar sempre que ele estiver. Ele adora trabalhar de manhã cedo. Então, se ele chega ao estúdio às 4h da manhã, pronto para trabalhar, ele diz: 'Deixe-me ouvir algo', e eu toco coisas para ele até que ele diga: 'Coloque essa'.
As faixas do álbum foram gravadas em diversas áreas improvisadas da casa de YoungBoy, incluindo sua garagem — onde "Proof" foi gravada —, seu Tesla — onde "Umm Hmm" foi gravada —, além de outros locais como o Bentley Continental GT de Gaulden e seu pátio. "[Gaulden] estava apenas olhando para a montanha, me dando aquela gravação em um microfone sem cabine [de gravação]", afirmou Goldberg, que também disse que gravava as músicas onde Gaulden se sentisse confortável e livre para se expressar. Ele também mencionou que era ele quem escolhia os beats, entrava em contato com os produtores e ajudava Gaulden a descontrair antes das gravações. Goldberg ainda ressaltou que tinham mais de trezentas faixas para escolher durante o processo de seleção do álbum.

## Lançamento e Promoção
Após o lançamento do terceiro álbum de estúdio completo de Gaulden, Sincerely, Kentrell, ele foi solto da prisão sob uma fiança de US$ 1,5 milhão. Gaulden foi liberado para prisão domiciliar em Utah e lançou três mixtapes: From the Bayou (2021) com Birdman, Colors (2022) e Better than You (2022) com DaBaby. O álbum foi primeiramente anunciado pelo produtor e engenheiro interno de Gaulden, Jason Goldberg, através de seu Instagram, onde compartilhou a arte oficial do álbum. Durante a divulgação de Colors, Gaulden expressou que a Atlantic Records estava tentando boicotá-lo da indústria musical. Mais tarde, foi anunciado que The Last Slimeto seria o último projeto de Gaulden sob o selo, e que ele supostamente recusou 25 milhões de dólares para renovar o contrato.
Em 20 de março, a gravadora Never Broke Again divulgou oficialmente a arte do álbum, informando que ele estaria disponível para pré-venda em 1º de abril. O The Last Slimeto Sampler — uma amostra de sete faixas do álbum — foi lançado em 1º de abril, enquanto anunciava um total de trinta faixas para serem lançadas oficialmente em 5 de agosto, data de lançamento do álbum. Isso foi acompanhado pelo videoclipe oficial de "4KT Baby", a vigésima faixa do álbum. Durante a promoção do álbum, a gravadora e coletivo musical de Gaulden, Never Broke Again, lançou seu álbum de compilação, Green Flag Activity, em 10 de junho. Ajudando a aumentar a expectativa pelo álbum, em 15 de julho, Gaulden foi considerado inocente em uma de suas duas acusações federais de porte de arma de fogo, após o que ele observou que estava se "sentindo ótimo". Apenas um dia antes do lançamento oficial do álbum, em 4 de agosto, Gaulden compartilhou a tracklist oficial do álbum, anunciando participações de Kehlani, Rod Wave e Quavo. Com o lançamento do álbum, Gaulden usou seu Instagram para compartilhar uma mensagem sobre o álbum e a conclusão de seu contrato com a Atlantic Records:
Pra ser honesto eu realmente não ligo de ser meu último álbum. Eu finalmente posso dizer que completei algo. Eu não terminei a escola. Eu nunca termino nada além da minha fumaça… mas não mano eu derramei lágrimas pela forma como vocês têm me tratado mas é tudo para o melhor diga ao pequeno Dave e à minha avó que eu completei algo e estou bem
No dia do lançamento do álbum, o videoclipe oficial da introdução do álbum, "I Know", foi divulgado. O videoclipe da décima quinta faixa do álbum, "Digital", foi lançado em 7 de agosto, logo seguido pelo videoclipe oficial de "Proof" em 8 de agosto.

## Singles
O primeiro single do álbum, "Mr. Grim Reaper", foi lançado em 8 de fevereiro de 2022. Em 14 de fevereiro, Gaulden lançou o single avulso "Superbowl", uma homenagem ao Super Bowl LVI. Na descrição da música no YouTube, ele deu a entender o lançamento do álbum: "Estou enrolando para o álbum (preparem-se) vou continuar lançando". Em 22 de fevereiro, ele lançou o single avulso "Opposite", no qual ele provocou o lançamento de sua mixtape, Realer 2. Ainda em 22 de fevereiro, como resposta ao disstrack "Ahhh Ha" de Lil Durk, Gaulden lançou o segundo single do álbum, "I Hate YoungBoy", produzido por Jason Goldberg, K10Beatz, Horridrunitup e Rellmadedat. Mais tarde, a faixa alcançou a posição 79 na Billboard Hot 100. Em 14 de março, YoungBoy lançou exclusivamente o videoclipe da vigésima oitava faixa do álbum, "I Got the Bag". Em 17 de março, YoungBoy lançou o videoclipe de "Holy", a vigésima sétima faixa do álbum. As duas últimas faixas apareceram oficialmente no álbum posteriormente. Em 1º de maio, Gaulden lançou o videoclipe oficial de "Loner Life". O terceiro single do álbum, "Don't Rate Me", com a participação de Quavo, foi lançado em 5 de maio. Nos meses que antecederam o lançamento do álbum, Gaulden lançou vários singles avulsos: "See Me Now" em 14 de maio, "Proud of Myself" em 23 de maio e "Goals" em 29 de maio. Em 9 de junho, Gaulden lançou o videoclipe de "Vette Motors", antes de ser oficialmente lançada em 10 de junho como o quarto e último single do álbum. Foi produzida por Jason "Cheese" Goldberg, JetsonMade, OG Parker e Beezo. A faixa atingiu a posição 62 na Billboard Hot 100. Isso foi seguido por mais alguns singles avulsos, como "Feel Good" em 2 de julho, "I Don't Talk" em 18 de julho, "Change" em 25 de julho e "She Want Chanel" em 27 de julho.

## Recepção crítica
| Críticas profissionais | Críticas profissionais |
| Pontuações agregadas   | Pontuações agregadas   |
| Fonte                  | Avaliação              |
| ---------------------- | ---------------------- |
| Metacritic             | 62/100                 |
| Avaliações da crítica  |                        |
| Fonte                  | Avaliação              |
| AllMusic               | [ 45 ]                 |
| Clash                  | 6/10                   |
| HipHopDX               | [ 47 ]                 |
| Pitchfork              | 5.8/10                 |
| Rolling Stone          | [ 48 ]                 |
| Slant Magazine         | [ 49 ]                 |
| Spectrum Culture       | [ 50 ]                 |

The Last Slimeto recebeu avaliações geralmente positivas dos críticos de música. Robin Murray do Clash afirmou: "Às vezes frustrante, 'The Last Slimeto' nunca é menos do que divertido. Um gesto estimulante e desafiador, ele mostra NBA YoungBoy abraçando a liberdade com as duas mãos." Escrevendo para o Pitchfork, Alphonse Pierre descreveu o álbum de 30 faixas como "avassalador", apesar de chamá-lo de "o álbum mais organizado de YoungBoy". Alphonse descreveu algumas faixas como "Elas flutuam entre emoções volúveis como dor, angústia e paranoia, geralmente com uma pitada de amargura", enquanto descreveu o álbum como um todo: "The Last Slimeto suprime os aspectos mais intrincados e desconfortáveis de sua música." Mosi Reeves da Rolling Stone descreveu o álbum como "superlotado e excessivamente longo, mas também é inegavelmente atraente."
Charles Lyons-Burt da Slant Magazine descreve as canções do álbum como "[um] melodrama notável marcado por um romantismo fatalista e um flerte com o espectro da morte"; no entanto, ele também afirma que o álbum de 30 faixas "começa a ceder sob sua duração descontrolada". Ele descreve a totalidade do álbum como "o álbum meramente evoca uma série de — ainda que apaixonadamente transmitidas — imagens de amor, luxúria e violência." Paul Simpson do AllMusic declarou que "Ouvir The Last Slimeto por completo é certamente uma experiência exaustiva para qualquer um, exceto para os muitos fãs devotos de YoungBoy, mas mesmo que pareça funcionar mais como uma playlist do que como um álbum, ele definitivamente não é monótono, e a dedicação do rapper ao jogo é inquestionável."
Escrevendo para o HipHopDX, Scott Glaysher observou que, "por mais agradáveis que sejam essas cinco ou seis músicas em The Last Slimeto, ele é simplesmente muito longo para ser apreciado" e que "The Last Slimeto não pode ser desfrutado como um 'projeto' completo, mas sim como meia dúzia de músicas espalhadas por playlists que têm a mesma capa de álbum."

### Listas de fim de ano
| Publicação     | Lista                                    | Posição | Ref.   |
| -------------- | ---------------------------------------- | ------- | ------ |
| Slant Magazine | Os 20 Melhores Álbuns de Hip-Hop de 2022 | 1       | [ 51 ] |

## Desempenho comercial
The Last Slimeto estreou em segundo lugar na parada Billboard 200 dos EUA, conquistando 108.400 unidades equivalentes a álbum (incluindo 4.600 vendas puras) — cerca de 400 unidades a menos que o álbum número um da semana, Un Verano Sin Ti de Bad Bunny. O álbum também acumulou um total de 161,92 milhões de streams sob demanda das músicas do álbum. Em sua segunda semana, o álbum caiu para a quinta posição, movimentando mais 50.000 unidades. Na terceira semana, o álbum caiu para a sexta posição, movimentando mais 30.000 unidades. Em 7 de novembro de 2022, The Last Slimeto foi certificado como disco de ouro pela Recording Industry Association of America (RIAA). Em dezembro de 2022, The Last Slimeto era o 48º álbum mais vendido nos Estados Unidos, movimentando 634.000 unidades equivalentes a álbum no ano, consistindo em 6.000 vendas puras, 13.000 vendas de músicas, 851.040.000 streams de áudio e 155.596.000 streams de vídeo.

## Lista de faixas
| Lista de faixas de The Last Slimeto |                                  | |                                                         |         |  |
| N.º                                 | Título                           | Compositor(es)                                                                                            | Produtor(es)                                            | Duração |  |
| 1.                                  | "I Know"                         | Kentrell Gaulden Jason Goldberg Eliot Bohr                                                                | Cheese Bohr                                             | 2:30    |  |
| 2.                                  | "Hold Your Own"                  | Gaulden Samuel Thanni Junior Sinchi Malik Bynoe-Fisher Leonardo Mateus                                    | Khris James Jay LV MalikOTB WassupBans                  | 3:07    |  |
| 3.                                  | "Umm Hmm"                        | Gaulden Thanni Gregory Sanders Jr. Julien B. Anderson                                                     | Khris James HitmanAudio                                 | 2:12    |  |
| 4.                                  | "Top Sound"                      | Gaulden Thanni Thomas Horton                                                                              | Khris James TnTXD                                       | 1:41    |  |
| 5.                                  | "My Time"                        | Gaulden Goldberg Joshua Luellen Robert Richardson Ryan Vojtesak Dwan Avery                                | Cheese Southside Bobby Raps Charlie Handsome DY Krazy   | 2:38    |  |
| 6.                                  | "Free Dem 5's"                   | Gaulden Thanni Mateus Marin Maric Cedric Leutwyler                                                        | WassupBans Kid Greer Wylo                               | 2:49    |  |
| 7.                                  | "My Go To" (com Kehlani)         | Gaulden Kehlani Parrish Goldberg Keenan Webb Derrico Peck Robert Halatuituia Mohamed Sulaiman Adam Feeney | Cheese DJ Suede the Remix God Priority Beats Ricci SLMN | 3:23    |  |
| 8.                                  | "Lost Soul Survivor"             | Gaulden Goldberg Mateus Andy Chen Aman Nikhanji                                                           | Cheese WassupBans Andy Made the Beat Saucey Beats       | 2:35    |  |
| 9.                                  | "Fuck da Industry"               | Gaulden Thanni Daniel Lebrun Jeremy Bradley Sven Steenbergen                                              | 17ondatrack D-Roc JB Sauced Up                          | 3:01    |  |
| 10.                                 | "Kamikaze"                       | Gaulden Goldberg Sanders Jr. Maurice Polite Jr.                                                           | Cheese HitmanAudio Havokondabeatz                       | 3:20    |  |
| 11.                                 | "Swerving"                       | Gaulden Goldberg Kyler Mathis Gene Wagenaar Anton Ingvarsson                                              | Cheese K10 Beatz Medusa Beats 27 Heavy                  | 2:27    |  |
| 12.                                 | "Stay the Same"                  | Gaulden Goldberg Horton Sterling Reynolds Lukas Payne                                                     | Karltin Bankz LONDNBLUE TnTXD                           | 2:20    |  |
| 13.                                 | "Home Ain't Home" (com Rod Wave) | Gaulden Rodarius Green Goldberg Lebrun Vilyam Vardumyan Benjamin Hubble Giovanni Rana                     | Cheese D-Roc Hzrd LayZBeats Vani                        | 2:21    |  |
| 14.                                 | "7 Days"                         | Gaulden Goldberg Sanders Jr. Marcus Gotch Jr.                                                             | Cheese HitmanAudio Marcussmuzik                         | 2:55    |  |
| 15.                                 | "Digital"                        | Gaulden Goldberg Mathis Wagenaar Ingvarsson                                                               | Cheese K10 Beatz Medusa Beats 27 Heavy                  | 2:34    |  |
| 16.                                 | "Vette Motors"                   | Gaulden Goldberg Bishop Grinnage Joshua Parker Tahj Morgan                                                | Cheese JetsonMade OG Parker Beezo                       | 2:53    |  |
| 17.                                 | "Slow Down"                      | Gaulden Thanni Lebrun Julian Varlet Benjamin Ibrahimovic Aaron Ho                                         | D-Roc Dissan WayvBeats Yo Benji                         | 2:21    |  |
| 18.                                 | "Don't Rate Me" (com Quavo)      | Gaulden Quavious Marshall Goldberg Nick Seeley Kacey Khaliel Sanders Jr.                                  | Cheese Hellgang Hitty Pop Nick Khaliel                  | 2:33    |  |
| 19.                                 | "Proof"                          | Gaulden Goldberg Yuval Chain Christoffer Marcussen Randy De Boer Francis Varela                           | Cheese Palaze Ran Santo UV killin em                    | 3:06    |  |
| 20.                                 | "4KT Baby"                       | Gaulden Goldberg Lebrun Traevon Walker Duhvinci BJondatrakk                                               | Cheese D-Roc Xclusive Duhvinci                          | 2:17    |  |
| 21.                                 | "The North Bleeding"             | Gaulden Goldberg Leonardo Mateus Malike Bynoe-Fisher                                                      | Cheese WassupBans MalikOTB                              | 3:27    |  |
| 22.                                 | "Loner Life"                     | Gaulden Goldberg Vilyam Vardumyan Ethan Hayes Brian Mitchell Aaron Gilfenbain                             | Cheese Zuus Haze Hzrd Hurtboy AG                        | 2:13    |  |
| 23.                                 | "Acclaimed Emotions"             | Gaulden Goldberg Lebrun Payne Reynolds Gineau Johan                                                       | Cheese D-Roc Karltin Bankz LondnBlue Loso               | 3:00    |  |
| 24.                                 | "Wagwan"                         | Gaulden Goldberg Adnan Khan Varela                                                                        | Cheese Badmarks Menace Beats Santo                      | 2:29    |  |
| 25.                                 | "Ghost"                          | Gaulden Goldberg Lebrun Aaron Hill Michael Roberge                                                        | Cheese D-Roc ProdByBerge Lastwordbeats                  | 2:15    |  |
| 26.                                 | "Nightfall"                      | Gaulden Goldberg Kareem Price Kyler Mathis LeeKickin                                                      | Cheese K10 Beatz LeeKickin Sauceboy                     | 2:23    |  |
| 27.                                 | "Holy"                           | Gaulden Goldberg Gilfenbain Jonathan Gabor Nicholas Schmidt                                               | Cheese BeatsAintFree JG Nick Schmidt Hurtboy AG         | 1:57    |  |
| 28.                                 | "I Got the Bag"                  | Gaulden Goldberg Lebrun Thomas Mkrtchyan                                                                  | Cheese D-Roc ArmoTunez                                  | 2:18    |  |
| 29.                                 | "Mr. Grim Reaper"                | Gaulden David Boonpetch                                                                                   | Vadebeatz                                               | 2:52    |  |
| 30.                                 | "I Hate YoungBoy"                | Gaulden Goldberg                                                                                          | Cheese K10 Beatz Horridrunitup Rellmadedat              | 4:21    |  |
| Duração total:                      | Duração total:                   | Duração total:                                                                                            | Duração total:                                          | 80:28   |  |

Créditos de samples e interpolação
- "Top Sound" contém uma interpolação de "My Sound", escrita por Chico Rose, Alessandro Silveri, e Nick Leonardus van de Wall, e interpretada por Chico Rose e SLVR.
- "Don't Rate Me" contém um sample de Dirty Harry, escrita por Damon Albarn e Romye Robinson, e interpretada por Gorillaz e Bootie Brown.

## Créditos
Créditos adaptados do Tidal.
Músicos
- YoungBoy Never Broke Again – vocais (todas as faixas)
- Kehlani – vocais (faixa 7)
- Rod Wave – vocais (faixa 13)
- Anna Krendel – vocais adicionais (faixa 18)
- Joshua Blond – vocais adicionais (faixa 18)
- Maya Shtangrud – vocais adicionais (faixa 18)
- Olivia Miranda – vocais adicionais (faixa 18)
- Sadie Stallcup – vocais adicionais (faixa 18)
- Quavo – vocais (faixa 18)

Técnicos
- Jason "Cheese" Goldberg – masterização, mixagem (faixas 1–28, 30), gravação (faixas 1, 5, 7–8, 10–14, 16, 18–28, 30)
- Khris James XO – masterização, mixagem (faixa 29), gravação (faixas 2–4, 6, 9, 10, 15, 17, 29)
- Cub$kout – gravação (faixa 18)
- Schneider Sienes – assistência de mixagem (faixas 21–23, 25)

## Paradas
| Paradas (2022)                          | Posição de pico |
| --------------------------------------- | --------------- |
| Australian Digital Albums (ARIA)        | 36              |
| Australian Hitseekers Albums (ARIA)     | 2               |
| Canadá (Billboard)                      | 12              |
| Países Baixos (Dutch Charts)            | 92              |
| Reino Unido (Official Albums Chart)     | 87              |
| Reino Unido (UK R&B Albums Chart)       | 36              |
| Estados Unidos (Billboard 200)          | 2               |
| Estados Unidos (Top R&B/Hip Hop Albums) | 1               |

| Paradas (2022)                        | Posição |
| ------------------------------------- | ------- |
| US Billboard 200                      | 139     |
| US Top R&B/Hip-Hop Albums (Billboard) | 45      |

## Certificações
| Região                                                                                             | Certificação | Vendas   |
| -------------------------------------------------------------------------------------------------- | ------------ | -------- |
| Estados Unidos (RIAA)                                                                              | Ouro         | 500 000‡ |
| *números de vendas baseados somente na certificação ^distribuições baseadas apenas na certificação |              |          |

## Histórico de lançamento
| Região         | Data                 | Gravadora(s)               | Formato(s)                 | Edições                  | Ref.   |
| -------------- | -------------------- | -------------------------- | -------------------------- | ------------------------ | ------ |
| Diversas       | 1 de abril de 2022   | Never Broke Again Atlantic | Digital download Streaming | The Last Slimeto Sampler | [ 17 ] |
| Diversas       | 5 de agosto de 2022  | Never Broke Again Atlantic | Digital download Streaming | Standard                 | [ 21 ] |
| Estados Unidos | 26 de agosto de 2022 | Never Broke Again Atlantic | CD                         | Standard                 | [ 67 ] |
| Diversas       | 19 de maio de 2023   | Never Broke Again Atlantic | LP                         | Standard                 | [ 68 ] |